# IC 2354
IC 2354 је појединачна звијезда у сазвјежђу Рак која се налази на листи објеката дубоког неба у Индекс каталогу.
Деклинација објекта је + 18° 39' 59" а ректасцензија 8h 24m 40,7s.